# Damenbundesliga 2017 (Football)
Die Damenbundesliga (DBL) 2017 war die 26. Saison in der höchsten Spielklasse des American Football in Deutschland für Frauen.

## Modus
In der Saison 2020 treten insgesamt sieben Teams in zwei getrennten Gruppen an (drei in der DBL Nord und vier in der DBL Süd). Jede dieser Gruppen trägt ein doppeltes Rundenturnier aus, wobei jedes Team einmal das Heimrecht genießt. Nach jeder Partie erhält die siegreiche Mannschaft zwei und die besiegte null Punkte. Bei einem Unentschieden erhält jede Mannschaft einen Punkt. Die Punkte des Gegners werden als Minuspunkte gerechnet. Nach Beendigung des Rundenturniers wird eine Rangliste ermittelt, bei der zunächst die Anzahl der erzielten Punkte entscheidend ist. Bei Punktgleichheit entscheidet der direkte Vergleich.
Nach den Rundenturnieren kämpfen die jeweils besten zwei Mannschaften in einer Play-off-Runde um die deutsche Meisterschaft.
In den Play-offs um die Meisterschaft wird über Kreuz gespielt. Das heißt, der Gruppenerste spielt gegen den Zweiten der jeweils anderen Gruppe in einem Halbfinale. Entsprechend spielt der Gruppenzweite gegen den Ersten der jeweils anderen Gruppe. Hierbei genießen die Gruppenersten jeweils Heimrecht. Die siegreichen Teams treten im Finale gegeneinander an. Die Sieger der beiden Halbfinals treten im Ladiesbowl gegeneinander an.

## Saisonverlauf
Mit der Saison 2017 kamen erneut Änderungen in den Gruppen und der Teams, die für die 1. Damenbundesliga gemeldet haben. Für Überraschungen sorgte der Neuling Allgäu Comets Ladies, die in der 1. Damenbundesliga ihre allererste Saison bestreiten würden. Ebenfalls überraschend war der plötzliche Rückzug der Mülheim Shamrocks, die zunächst für die 1. Damenbundesliga gemeldet hatten. Auf Facebook gab es seitens der Shamrocks ein Statement dazu: „Nach der Meldung für die DBL1 hatten wir leider noch einige Abgänge zu verzeichnen, so dass wir nicht mehr die Personaldecke haben, die Saison zu stemmen.“
Erstmals in der Geschichte des Ladiesbowl, dem Finale der 1. Damenbundesliga, standen sich die beiden Zweitplatzierten der jeweiligen Gruppen im Finale gegenüber. Im ersten Halbfinale siegten die Mainzerinnen mit 26:36 nach Rückstand zur Halbzeit gegen die favorisierten Hamburg Amazons. Im zweiten Halbfinale trafen die favorisierten Munich Cowboys Ladies auf die Berlin Kobra Ladies. Berlin schlug die Münchenerinnen mit 6:18. Somit stand das Finale 2017 fest: die Berlin Kobra Ladies und Mainz Golden Eagles Ladies trafen wie auch im Vorjahr aufeinander.
Austragungsort des Ladiesbowl war erstmals Mainz. Das Finale selbst wurde innerhalb von knapp eineinhalb Wochen organisiert. Nach einer 13:0-Führung für Mainz glichen die Berlinerinnen zur Halbzeit zum 13:14 aus. Für die große Wende im Spiel sorgte kurz vor Ende eine Interception kurz vor der Berliner Endzone. Wenige Sekunden vor der Overtime glückte Berlin kurz danach der Führungstouchdown und verhinderte so eine Overtime. Das Endergebnis lautete 26:32 für die Berlin Kobra Ladies, die damit ihren zehnten deutschen Meister feiern konnten. Die Mainz Golden Eagles wurden im zweiten Jahr in Folge deutscher Vizemeister.

## Abschlusstabellen
| Gruppe A (Nord) | Gruppe A (Nord)               | Gruppe A (Nord) | Gruppe A (Nord) |    | Gruppe B (Süd)             | Gruppe B (Süd) | Gruppe B (Süd) | Gruppe B (Süd) |
|                 | Team                          | Punkte          | TD              |    | Team                       | Punkte         | TD             |                |
| --------------- | ----------------------------- | --------------- | --------------- | -- | -------------------------- | -------------- | -------------- | -------------- |
| 1.              | Hamburg Amazons               | 6:2             | 146:560         | 1. | Munich Cowboys Ladies      | 10:00          | 217:180        |                |
| 2.              | Berlin Kobra Ladies           | 6:2             | 150:520         | 2. | Mainz Golden Eagles Ladies | 18:20          | 177:190        |                |
| 3.              | Kiel Baltic Hurricanes Ladies | 0:8             | 006:194         | 3. | München Rangers Ladies     | 14:80          | 148:129        |                |
|                 |                               |                 |                 | 4. | Allgäu Comets Ladies       | 10:12          | 012:288        |                |

Qualifikation für Playoffs, Abstieg

## Playoffs

### Halbfinale
|                         |                          |  |                 |                           |                            |  |           |
|                         | Hamburg 03.09.2017 15:00 |  | Hamburg Amazons | \| \| 26 : 36 \| \| \| \| | Mainz Golden Eagles Ladies |  | Jahnwiese |
| (14:0, 0:14, 6:14, 6:8) | Hamburg 03.09.2017 15:00 |  | Hamburg Amazons |                           | Mainz Golden Eagles Ladies |  | Jahnwiese |
|                         | 26 : 36                  |  |                 |                           |                            |  |           |
|                         |                          |  |                 |                           |                            |  |           |

|                      |                          |  |                       |                          |                      |  |              |
|                      | München 09.09.2017 15:00 |  | Munich Cowboys Ladies | \| \| 6 : 18 \| \| \| \| | Berlin Kobras Ladies |  | Dantestadion |
| (0:6, 0:6, 6:0, 0:6) | München 09.09.2017 15:00 |  | Munich Cowboys Ladies |                          | Berlin Kobras Ladies |  | Dantestadion |
|                      | 6 : 18                   |  |                       |                          |                      |  |              |
|                      |                          |  |                       |                          |                      |  |              |

### Ladiesbowl
|                        |                        |  | Ladiesbowl XXVI            |                           |                      |  |                                  |
|                        | Mainz 24.09.2017 14:00 |  | Mainz Golden Eagles Ladies | \| \| 26 : 32 \| \| \| \| | Berlin Kobras Ladies |  | Bezirkssportanlage Mainz-Mombach |
| (6:0, 7:14, 7:12, 6:6) | Mainz 24.09.2017 14:00 |  | Mainz Golden Eagles Ladies |                           | Berlin Kobras Ladies |  | Bezirkssportanlage Mainz-Mombach |
|                        | 26 : 32                |  |                            |                           |                      |  |                                  |
|                        |                        |  |                            |                           |                      |  |                                  |